# Alert Bay
|                       | Jan   | Feb   | Mär   | Apr  | Mai  | Jun  | Jul  | Aug  | Sep  | Okt   | Nov   | Dez   |   |         |
| Mittl. Tagesmax. (°C) | 5,4   | 6,8   | 8,9   | 11,3 | 14,1 | 15,7 | 17,9 | 18,2 | 16,1 | 11,9  | 7,5   | 5,6   | ⌀ | 11,6    |
| Mittl. Tagesmin. (°C) | 1,5   | 2     | 2,6   | 3,9  | 6,1  | 8,3  | 10   | 10,4 | 8,4  | 6     | 3,3   | 1,7   | ⌀ | 5,4     |
|                       |       |       |       |      |      |      |      |      |      |       |       |       |   |         |
| Niederschlag (mm)     | 209,2 | 147,7 | 125,6 | 94,5 | 73,7 | 81   | 50,5 | 65,4 | 91,3 | 191,4 | 251,5 | 209,6 | Σ | 1.591,4 |

| 1,5 |

| 2 |

| 2,6 |

| 3,9 |

| 6,1 |

| 8,3 |

| 10 |

| 10,4 |

| 8,4 |

| 6 |

| 3,3 |

| 1,7 |

| 1,5 |

| 2 |

| 2,6 |

| 3,9 |

| 6,1 |

| 8,3 |

| 10 |

| 10,4 |

| 8,4 |

| 6 |

| 3,3 |

| 1,7 |

Alert Bay ist ein Ort in der kanadischen Provinz British Columbia. Er liegt rund 3 km vor der Nordostküste von Vancouver Island auf Cormorant Island.
Knapp die Hälfte der Einwohner, nach eigenen Angaben der Befragten 260, gehört den Ureinwohnern an, die meisten davon einem der 12 Stämme der Kwakwaka'wakw. Dies ist eine Gruppe von First Nations (Indianer), in deren traditionellem Territorium sich der Ort befindet. Die drei regionalen First Nations werden vom Musgamagw Tsawataineuk Tribal Council vertreten. Zu diesen Kwakwaka'wakw-Gruppen gehören die Mamalilikulla, die Kwicksutaineuk und vor allem die 'Namgis, in deren traditionellem Gebiet Alert Bay liegt. Im Ort befindet sich das Alert Bay Indian Reserve, in dem allein 537 Einwohner leben.
Von den in Kanada als visible minorities (sichtbare Minderheiten, d. h. alle Nicht-Weiße bzw. Nicht-Kaukasier mit Ausnahme von First Nations, Inuit und Métis) bezeichneten Gruppen sind nur Filipinos ansässig, deren Zahl 2006 bei 15 lag.
Im Ort steht der höchste Totempfahl der Welt. Er besteht aus drei Teilen und soll 56,4 m hoch sein. Alert Bay ist nur per Boot und Flugzeug zu erreichen. Der Name des Ortes geht auf das britische Schiff HMS Alert von 1856 zurück, das um 1860 die Region vermessen und kartographiert hat. Die lokale Tageszeitung heißt North Island Gazette.

## Geschichte

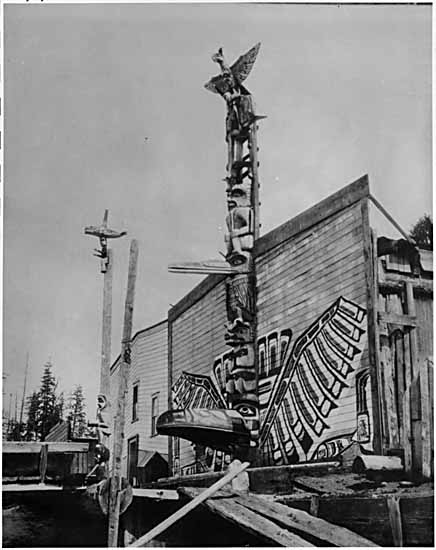
Totempfähle in Alert Bay, um 1900

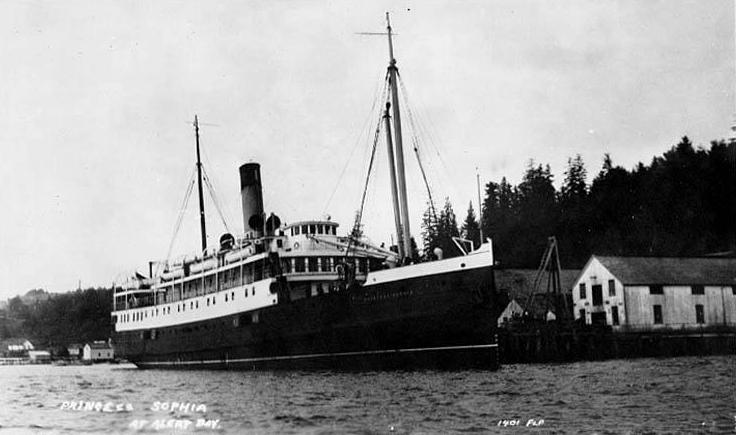
Die über 80 m lange Princess Sophia im Hafen, spätestens 1912. Das britische Schiff mit 44 Mann Besatzung stand in Diensten der Canadian Pacific Railway. Es verkehrte zwischen Vancouver und Alaska.

1792 erschien als erstes europäisches Schiff die Discovery unter George Vancouver in der Region und trat mit den 'Namgis in Kontakt. Ihr Häuptling war Cheslakee. 1849 errichtete die Hudson’s Bay Company zum Schutz einer Kohlemine Fort Rupert neben dem Dorf Tsax̱is. Das Fort war die erste dauerhafte Einrichtung der Briten im Gebiet der Kwakwaka'wakw, doch Kwakiutl und Kwixa beanspruchten die Kohle selbst. Sie eroberten ihr Dorf zurück und erzwangen am 8. Februar 1851 einen Vertrag, womit sie die einzigen Stämme der Kwakwaka'wakw wurden, die einen der so genannten Douglas-Verträge unterzeichnet haben. Damit werden Verträge bezeichnet, die mit Gouverneur James Douglas abgeschlossen wurden. Sie sahen acht Reservate um Beaver Harbour und an den Mündungen des Keogh River und des Cluxewe River vor. Ein größeres Waldgebiet auf Malcolm Island gehörte ebenfalls dazu.
1862 brach eine schwere Pockenepidemie aus, die auch die Gruppen im Norden von Vancouver Island schwer traf. Im Dezember 1865 erschien die HMS Clio vor dem Dorf und ließ es völlig zerstören. Obwohl die Kwakiutl schwere Verluste hinnehmen mussten (z. B. 70 Kanus), bauten sie 26 Häuser vor Fort Rupert wieder auf. Dieses Dorf sollte bis um 1900 der zentrale Kultort, berühmt für seine Potlatches, werden, bis es von 'Yalis (Alert Bay) im Gebiet der 'Namgis zunehmend verdrängt wurde. So verlagerte die Church Missionary Society of London ihre Mission von Fort Rupert nach 'Yalis und die Kwawkewlth Indian Agency folgte 1896.
Bereits in den 1870er Jahren lockten die Laichzüge der Lachse im Nimpkish River zwei Unternehmer an. S.A. Spencer und Wesley Huson verarbeiteten erstmals Lachs und gründeten ein Unternehmen, das die Fänge mit Salz konservierte. Um an sauberes Wasser zu kommen, bauten sie einen Stausee, doch trocknete dadurch der Boden in anderen Gebieten aus, der Grundwasserspiegel sank dort und die Bäume starben ab. Nur die Red Cedars, Riesenlebensbäume, stehen noch heute dort und bilden die Gator Gardens. Viele Indianer beteiligten sich am Fischfang, die Frauen nahmen sie aus. Weitere Fisch verarbeitende Betriebe folgten. Im Jahr 1881 wurde hier die „Alert Bay Cannery“, eine Fischkonservenfabrik eröffnet. Die Fabrik produzierte bis 1933 sowie dann noch einmal in der Zeit von 1940 bis 1941.
Doch die Holzindustrie wurde, wie an vielen Orten, durch rigoroses Abholzen der tiefer stehenden und leichter zu erreichenden Bäume, zu einer Gefahr für die Laichzüge, und damit für die gesamte Fischindustrie. Die steilen, regenreichen Täler wurden ausgespült, die Laichgebiete zerstört. Lachsfang ist dadurch unbedeutend geworden, die Lebensgrundlage der 'Namgis wurde schwer geschädigt.
Die Methoden, mit denen sich Ethnologen, wie zum Beispiel Franz Boas, in den Besitz der "Kunstobjekte" brachten, sind heute sehr umstritten. Diese "Raubzüge" von Sammlern und Wissenschaftlern beschreibt Douglas Cole, Captured Heritage. The Scramble for Northwest Coast Artifacts von 1985. Dass während der Zerstörung Hamburgs im Zweiten Weltkrieg viel davon vernichtet wurde, ist für die Kwakwaka'wakw besonders bitter. Immerhin hat dieses Buch bewirkt, dass das Kwagiulth Museum and Cultural Center auf Quadra Island und das U'Mista Museum and Cultural Center in Alert Bay einige Artefakte aus anderen Museen zurückholen konnten.
1914 drehte Edward Curtis den Dokumentarfilm In the land of the headhunters. Ausgangsbasis für den Film, der innerhalb eines Jahres entstand, war Alert Bay. Damit ging Curtis ein hohes Risiko ein, denn zwischen 1884 und 1951 war es in Kanada nicht nur verboten, rituelle Feiern, wie das Potlatch zu begehen, sondern auch strafbar, sie in der Öffentlichkeit zu zeigen. Dabei versuchte Curtis eine Art Unterhaltungsfilm zu drehen, doch war dem Unternehmen kein Erfolg beschieden.
1921 versuchte die kanadische Regierung das Verbot des für die Kultur der Kwakwaka'wakw zentralen Potlatch durchzusetzen. Dazu konfiszierte sie auf Grundlage des Indian Act zahlreiche Masken, Kupferschilde und weitere kulturell bedeutsame Objekte. Erst ab den 1970er Jahren forderten sie ihren Besitz erfolgreich zurück. Die Objekte sind heute im U’mista Cultural Centre ausgestellt, das 1980 gegründet wurde. Heute sind dort auch Musik- und Tanzvorführungen zu sehen. Das Zentrum unterstützt wissenschaftliche Forschungen an den regionalen Kulturen.

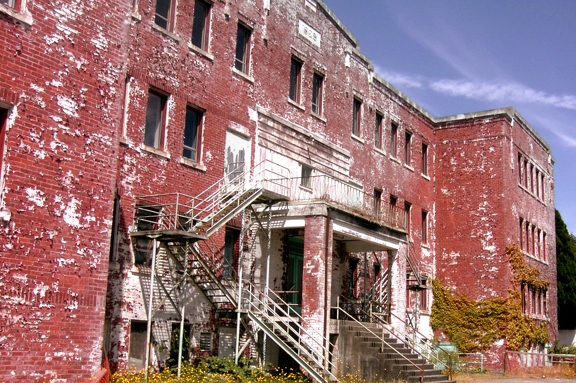
Die ehemalige St Michaels Residential School ist inzwischen im Besitz der 'Namgis

Darüber hinaus wurden, mit der Einführung des obligatorischen Schulbesuches für alle Kinder zwischen 7 und 15 Jahren, für alle First Nations Kanadas sogenannte Residential Schools eingerichtet. In Alert Bay war dies von den 20er bis in die 70er Jahre die „St. Michael's Indian Residential School“. Die Schule übernahm dabei die Schüler einer bereits bestehenden Schule (einer „Boarding School“ bzw. einer „Industrial School“). In der Residential School wurde, wie in den meisten Schulen dieses Typs, bei schweren Strafen darauf gedrungen, dass die Kinder ihre Sprache nicht benutzten, sondern Englisch sprachen. Auch andere kulturelle Äußerungen waren strikt untersagt. Allgemein kam es in diesen Schulen, welche in der Regel von kirchlichen Organisationen betrieben wurden, zu Tausenden von Übergriffen auf die Schüler und zu einer hohen Sterblichkeitsrate. 2008 entschuldigte sich Premierminister Stephen Harper für die Zustände an diesen Schulen.
Aus Tsax̱is stammte Mungo Martin (1879–1962), der zur Renaissance der Schnitzkunst wie der gesamten pazifischen Indianerkultur beitrug. Er war erblicher Häuptling der Kwakiutl. 1947 ging er nach Vancouver, 1952 nach Victoria, wo er die Pfähle vor dem Royal British Columbia Museum hinterließ. Nach der Aufhebung des Verbots des Potlatch im Jahr 1951 feierte er in Victoria ein erstes öffentliches Potlatch.
1959 entstand in Alert Bay eine Bibliothek mit angeschlossenem Museum, die Alert Bay Public Library and Museum. Mungo Martin schnitzte für das Haus einen Totempfahl. Zudem entstand ein Verwaltungsgebäude, ein Erholungszentrum, die T’lisalagi’lakw School, eine eigene Schule mit kulturell angepassten Lehrinhalten und das Big House. Dort befinden sich die Artefakte der lokalen Kulturen.
Der Richter und traditionelle Häuptling Alfred Scow von der Kwicksutaineuk First Nation, auch Gilford Island Band genannt, ist der erste Indianer, der in British Columbia zu einem hohen Richteramt aufstieg. Er sitzt dem Provinz-Gerichtshof in Coquitlam vor. Geboren wurde er in Alert Bay, wo er die St. Michael's Residential School besuchte.
1999 unterzeichnete die Kommune Alert Bay den sogenannten Alert Bay Accord, der eine bessere Zusammenarbeit mit den 'Namgis als Ziel hat. 2003 entstand eine fünfköpfige Culturally Modified Tree Field Crew, deren Aufgabe darin besteht Culturally Modified Trees zu begutachten und gegebenenfalls unter Schutz zu stellen. Dabei handelt es sich um Bäume, die Bearbeitungsspuren aufweisen, die bis über tausend Jahre zurückreichen. Die Crew rückt etwa 20-mal pro Jahr aus, um Neuentdeckungen in Augenschein zu nehmen. Die Ergebnisse fließen in eine Datenbank ein, die inzwischen mehr als 1.200 Einträge aufweist. 2005 begann darüber hinaus ein Projekt zur Aufzeichnung der Entstehungsmythen der fünf Namima oder Clans der 'Namgis.
Die Zuerkennung der kommunalen Selbstverwaltung für die Gemeinde erfolgte am 14. Januar 1946 (incorporated als Village).

## Demographie
Der Zensus im Jahr 2016 ergab für die Gemeinde eine Bevölkerungszahl von 489 Einwohnern, nachdem der Zensus im Jahr 2011 für die Gemeinde noch eine Bevölkerungszahl von 456 Einwohnern ergab. Die Bevölkerung hat dabei im Vergleich zum letzten Zensus im Jahr 2011, weit über dem Provinztrend, um 12,4 % zugenommen während im Provinzdurchschnitt nur eine Bevölkerungszunahme von 5,6 % erfolgte. Im Zensuszeitraum 2006 bis 2011 hatte die Einwohnerzahl in der Gemeinde noch um 2,4 % abgenommen, während sie im Provinzdurchschnitt um 7,0 % zunahm.
Für den Zensus 2016 wurde für die Gemeinde ein Medianalter von 52,1 Jahren ermittelt. Das Medianalter der Provinz lag 2016 bei nur 43,0 Jahren. Das Durchschnittsalter lag bei 47,1 Jahren, bzw. bei 42,3 Jahren in der Provinz.
Zum Zensus 2011 wurde für die Gemeinde noch ein Medianalter von 49,9 Jahren ermittelt. Das Medianalter der Provinz lag 2011 bei nur 41,9 Jahren.

## Wirtschaft
In Alert Bay sind die größten Beschäftigungsbereiche die öffentliche Verwaltung sowie der Bereich Handel.
Das Durchschnittseinkommen aller Beschäftigten aus Alert Bay lag im Jahr 2005 bei leicht überdurchschnittlichen 25.594 C $, während es zur selben Zeit im Durchschnitt der gesamten Provinz British Columbia nur 24.867 C $ betrug. Der Einkommensunterschied zwischen Männern (20.739 C $; Provinzdurchschnitt=31.598 C $) und Frauen (29.682 C $; Provinzdurchschnitt=19.997 C $), jeweils bezogen auf das durchschnittliche Einkommen aller Beschäftigten der Provinz, fällt in Alert Bay umgekehrt aus als im Vergleich für die gesamte Provinz. Männliche Beschäftigte verdienen hier sowohl im Vergleich zum Provinzdurchschnitt aller Beschäftigten als auch im Vergleich aller männlichen Beschäftigten in der Provinz deutlich unterdurchschnittlich, während das Einkommen weiblicher Beschäftigte in beiden Vergleichen deutlich überdurchschnittlich ist.

## Verkehr
Im Hafen findet sich das Fährterminal der Insel. Von Vancouver Island aus (via Port McNeill Ferry Terminal) verkehren Fähren der Gesellschaft BC Ferries in einem Umlauf nach Cormorant Island (via Alert Bay) und Malcolm Island (via Sointula).
Im Südosten der Gemeinde befindet sich der Flugplatz von Alert Bay (IATA: YAL, ICAO:CYAL), der eine asphaltierte Start- und Landebahn von 884 Metern Länge besitzt. Im Hafen der Inselgemeinde befindet sich der örtliche Wasserflugplatz (Transport Canada Identifier: CBC3).

## Trivia
Die Ausstellung „To the Totem Forests: Emily Carr and Contemporaries Interpret Coastal Villages“ von Emily Carr umfasst auch Zeichnungen die 'Yalis (Alert Bay) zeigen.

## Persönlichkeiten

### Geboren in der Gemeinde
- Carlton Ogawa (1934–2006), Ruderer
- Tony Hunt (1942–2017), Künstler; bekannt für seine geschnitzten Totempfähle
- Spencer O’Brien (* 1988), Snowboarderin (Slopestyle)

- Carmen Lansdowne (* unbekannt, um 1975), Moderatorin der United Church of Canada

### Personen mit Beziehung zur Gemeinde
- Beau Dick (1955–2017), indigener Maskenschnitzer, Bildhauer, Maler, Galerist und Aktivist, der zeitweise hier lebte